# Парламентские выборы в Таджикистане (2015)
Парламентские выборы в Таджикистане — выборы в нижнюю палату Парламента Таджикистана (Маджлиси намояндагон), которые прошли 1 марта 2015 года. Это пятые парламентские выборы в истории независимого Таджикистана, на которых были избраны 63 депутата.

## Меры безопасности
1 марта подъезды к столице республики Душанбе были усилены блокпостами с бронетехникой. Милиция и бойцы спецназа проверяют почти каждый автомобиль, направляющийся в Душанбе. Усиленные наряды милиции патрулируют улицы городов, находятся близ избирательных участков на случай возможных инцидентов. Также по требованию властей все мобильные операторы Таджикистана отключили службу обмена короткими сообщениями (SMS).

## Результаты
- Народно-демократическая партия — 62,5 %
- Аграрная партия Таджикистана — 11,8 %
- Партия экономических реформ Таджикистана — 7,6 %
- Социалистическая партия Таджикистана — 5,5 %
- Коммунистическая партия Таджикистана — 2,3 % (не преодолела 5 % барьер)
- Демократическая партия — 1,7 % (не преодолела 5 % барьер)
- Партия исламского возрождения Таджикистана — 1,5 % (не преодолела 5 % барьер)
- Социал-демократическая партия — 0,5 % (не преодолела 5 % барьер)[3]

На выборах в нижнюю палату парламента 2015 года было зарегистрировано 4 млн. 319 тыс. 395 избирателей, из которых проголосовало 3 млн. 791 тыс. 827.
По окончательным итогам выборов на 41 одномандатный избирательный округ в нижнюю палату парламента прошли 35 выдвиженцев НДПТ, 2 — Аграрной партии, два представителя Коммунистической партии, по одному — от Демократической партии и Партии экономических реформ. Таким образом в V созыв Маджлиси намояндагон — нижнюю палату парламента Таджикистана прошли представители 6 партий.
Всего за депутатский мандат боролись 285 кандидатов (103 по партийным спискам и 182 по одномандатным округам), в том числе около 80 самовыдвиженцев. Среди кандидатов было 30 женщин.
Мониторинг выборов проводили 528 международных наблюдателей, более 1000 — местных наблюдателей, освещали выборы — свыше 100 корреспондентов ведущих иностранных СМИ.